# Брати Італії
Брати Італії (FdI, італ. Fratelli d'Italia) — італійська політична партія націоналістично-консервативного спрямування. До 3 грудня 2017 року називалась Брати Італії — Національний альянс (італ. Fratelli d'Italia - Alleanza Nazionale).

## Історія
Партія заснована 21 грудня 2012 прихильниками Іньяціо Ла Русса, Джорджі Мелоні та Гвідо Крозетто, що вийшли з Народу свободи. До лютого 2014 року мала назву Брати Італії — Національний правий центр (Fratelli d'Italia — Centrodestra Nazionale). З ініціативи Ла Русса, Мелоні та Джованні Алеманно у грудні 2013 — січні 2014 відбулося злиття «Братів Італії» та Національного альянсу (НА був короткочасною спробою відродження Національного альянсу, який об'єднався 2009 року з Народом свободи).
У 1-й статті I розділу Статуту дається визначення організації як руху, який має своєю метою, на основі принципів народного суверенітету, свободи, демократії, справедливості, соціальної солідарності та податкової рівності, надихаючись цінностями національної традиції, участь у будівництві Європи народів.
26 вересня 2022 року правоцентристська коаліція «Братів Італії», «Ліги» та «Вперед, Італіє» перемогла на виборах до верхньої палати парламенту (44 % голосів). Лідерка партії Джорджа Мелоні стала першою в історії країни жінкою прем'єр-міністром.

## Голови партії
- Іньяціо Ла Русса — Джорджа Мелоні — Гвідо Крозетто (грудень 2012-квітень 2013)
- Іньяціо Ла Русса (квітень 2013 — березень 2014)
- Джорджа Мелоні (з 9 березня 2014 року)